# Riad Ismat
Mohammed Riad Hussein Ismat (Damasco, 11 luglio 1947 – Chicago, 13 maggio 2020) è stato un politico, diplomatico e critico letterario siriano.

## Biografia
Laureato in letteratura inglese all'Università di Damasco, pubblicò numerosi studi, per la maggior parte incentrati su autori teatrali. Fu ambasciatore siriano in Pakistan e in Qatar.
Nel 2010 divenne ministro della cultura.
Ismat è morto nel maggio del 2020, vittima della pandemia da COVID-19 negli Stati Uniti.